# Hettinger megye
Hettinger megye az Amerikai Egyesült Államokban, azon belül Észak-Dakota államban található. Megyeszékhelye és legnagyobb városa Mott. Lakosainak száma 2489 fő (2020. április 1.). Hettinger megye Stark, Grant, Adams és Slope megyékkel határos.

## Népesség
A megye népességének változása:
| Lakosok száma | 2472 | 2525 | 2559 | 2660 | 2704 | 2489 |
|               | 2010 | 2011 | 2012 | 2013 | 2015 | 2020 |